# Lucia Zachariášová
Lucia Zachariášová (* 1982 Zvolen) je česká politička.
Lucia Zachariášová se narodila v roce 1982 ve Zvolenu. Absolvovala Právnickou fakultu Univerzity Karlovy. V roce 2010 začala pracovat pro Úřad vlády České republiky jako referentka oddělení rovnosti žen a mužů. Později se stala jeho vedoucí. V roce 2011 se stala členkou Strany zelených. Měla na starosti přípravu Vládní strategie pro rovnost žen a mužů v České republice na léta 2014–2020. V roce 2013 kandidovala za Stranu zelených do Poslanecké sněmovny. V letech 2014–2018 byla členkou zastupitelstva Prahy 3 v rámci koalice Žižkov (nejen) sobě (koalice Strany zelených, KDU-ČSL, STAN a nezávislých kandidátů). V roce 2017 kandidovala za Stranu zelených do Poslanecké sněmovny. Byla tajemnicí Rady vlády pro rovnost žen a mužů.